# Michael Levine (publicista)
Michael Levine (Nueva York, Estados Unidos, 17 de abril de 1954) es un publicista estadounidense, autor de libros de éxito, y conferenciante. También es fundador y presidente de Levine Communication Office (LCO), una empresa de relaciones públicas con sede central en Los Ángeles. 

## Biografía

### Primeros años
Michael Levine nació en Nueva York. Describe a su madre como una alcohólica, y a su padre como un hombre gentil y amable pero débil y pasivo. Él era ligeramente disléxico, pero no lo sabía entonces, porque la dislexia no era conocida. Fue un alumno mediocre, un aprendiz visual y siempre se interesó por la industria del ocio y la política. A los 17 años se marchó de casa y nunca volvió. Fue a la Universidad durante seis meses y la abandonó. Así que a la edad de 18 años se encontraba sin trabajo, sin dinero, sin educación y sin padres.

### Empresario de relaciones públicas
Como fundador y presidente de una de las más importantes firmas de relaciones públicas del país, dedicada al sector del ocio, LCO-Levine Communications Office, Michael Levine ha sido llamado por el diario U.S.A Today, “uno de los más brillantes y respetados ejecutivos de Hollywood.” Levine fundó LCO en 1983 y ocupa la posición de Presidente desde entonces. Ha representado entre otros a Michael Jackson o Bill Clinton.

### Experto en medios de comunicación
Levine ha aparecido en importantes programas de radio y TV nacionales como experto en el análisis de medios de comunicación. De sus apariciones en televisión destacan los programas y emisoras The Today Show, Nightline, Good Morning America, CNN, Fox News, ABC News, MSNBC, PBS, etc. También participa regularmente en programas de radio de emisoras nacionales y locales. Sus frases y citas aparecen con regularidad en algunos periódicos y revistas como Time Magazine, The Los Angeles Times, Newsweek, The New York Times, U.S.A Today, People Magazine, etc.

### Escritor
Michael Levine es autor de 19 libros de temática diversa, relacionada con las relaciones públicas, el tráfico de drogas o la autoayuda, algunos de los cuales han sido traducidos a seis idiomas.

### Levine Breaking News
Levine es el creador de LBN E-Lert (Levine Breaking News), un boletín periódico en línea, que suministra noticias autóctonas de última hora a aproximadamente a 300,000 suscriptores en los Estados Unidos y otros 22 países extranjeros incluyendo China, India, Japón, Australia, Rusia, Inglaterra, Israel, Alemania, Sudáfrica, México, Canadá y Corea.

### Conferencista
Algunas universidades (Harvard, Oxford, UCLA, etc.) e importantes corporaciones nacionales (Nordstrom’s) e internacionales han invitado a Levine a hablar sobre su experiencia laboral trabajando en Hollywood al más alto nivel durante dos décadas, representando a artistas y empresas del sector del ocio. También ha hablado frente a otras audiencias como prisiones de hombres y mujeres o en albergues para personas sin hogar.

### Publicaciones
Ha publicado numerosos libros y audiolibros.
- Lessons at the halfway point: wisdom for midlife.
- Broken windows, Broken business: How the smallest remedies reap the biggest rewards.
- Guerrilla PR Wired : Waging a successful publicity campaign online, offline, and everywhere in between.
- 7 life lessons from Noah's Ark. How to survive a flood in your own life.
- A tale of two systems: Lean and agile software development for business leaders.
- A branded world: Adventures in public relations and the creation of superbrands.
- The address book: how to reach anyone who is anyone.
- Guerrilla P.R. 2.0: wage an effective publicity campaign without going broke.
- Take it from me: practical and inspiring career advice from the celebrated and the successful.
- Charming your way to the top: Hollywood's premier P.R. executive shows you how to get ahead.
- The princess & the package: exploring the love-hate relationship between Diana and the media.
- Selling goodness.
- The corporate address book: how to reach the 1000 most important companies.
- Music address book: How to reach anyone who's anyone in music.
- The new address book: how to reach anyone who's anyone.
- The environmental address book: how to reach the environment's greatest champions and worst offenders.
- The kid's address book: over 3,000 addresses of celebrities, athletes, entertainers, and more.
- Julia: nothing lasts forever.
- Never: a book of daily don'ts for personal happiness and success.
- Michael Levine: International Art & artists file.
- Raise your social I.Q.: How to do the right thing in any situation.

- Wikiquote alberga frases célebres de o sobre Michael Levine (publicista).